# Regiopedia
Regiopedia – encyklopedia internetowa redagowana przez internautów. Regiopedia miała za zadanie zebrać wiedzę na temat geografii i historii Polski. Oprócz tekstów można było dodawać zdjęcia oraz pliki filmowe. Kierownikiem projektu był Krzysztof Zyzik.
Dnia 5 grudnia 2012 roku encyklopedia zawierała 46 610 haseł.

## Historia
Regiopedia powstała w 2008 roku początkowo jako encyklopedia o województwie podkarpackim. Projekt ten powstał dzięki akcji społecznej Gazety Codziennej Nowiny. Pierwszy wpis do tego projektu stworzył Zygmunt Cholewiński – Marszałek Województwa Podkarpackiego.
Inauguracja projektu (już opisującego całą Polskę) nastąpiła w tym samym roku, w Otmicach (Opolszczyzna). Na inauguracji można było spotkać minister edukacji Katarzynę Hall.
Twórcy projektu zapowiadali możliwość powstania Regiopedii w formie książkowej, do czego nie doszło. W 2019 regiopedia nie była już dostępna w sieci a adres regiopedia.pl kieruje do serwisu Polska The Times spółki Polska Press.